# Slaget på Lyrskov Hede
Slaget på Lyrskov Hede stod 28. september 1043 mellem en hær af danskere og nordmænd under kong Magnus den Gode på den ene side og en stor vendisk hær på den anden.
Lyrskov (tysk: Lürschau) er i dag navnet på en tysk kommune i Slesvig-Flensborg-kredsen, samt en lille by nordvest for Slesvig i selvsamme kommune.

## Slaget
I 1043 trængte en stor, vendisk hær op sydfra i Sønderjylland. Størrelsen er ukendt men kilder siger, uden tvivl overdrevent, at der var 60 vendere for hver danskere, altså en meget stor hær. Palle Lauring har argumenteret for at der i virkeligheden var tale om en folkevandring af vendere der ville slå sig ned i Jylland. Ifølge krønikerne var Kong Magnus selv på vej hjem fra Vendland hvor han havde ødelagt vikingefortet Jomsborg, muligvis for at stække de danske konkurrenter til tronen, og de plyndrede desuden den vendiske by Jumne (det nutidige Wolin). Kort forinden havde danskere dræbt den vendiske fyrst Ratibor og hans sønner. Så konflikten mellem vendere og vikinger havde stået på længe. Igen ankommen i Slesvig fik Magnus nys om en stor vendisk hær på vej op i Jylland.
Efter hvad Heimskringla beretter omkring 1230, fik Magnus kampmod, da han natten inden slaget så sin far, kong Olav den Hellige, i drømme, og hørte ham sige: "Jeg skal følge dig i dette slag." Ved daggry hørte mændene klokkeringning; og de af kong Magnus' mænd, som havde været i Nidaros, mente at genkende kirkeklokken Glad, som Olav den Hellige havde skænket til Klemenskirken i Nidaros (og hvor han på denne tid lå gravlagt).
På Lyrskov Hede, 5-6 km nordvest for den daværende Hedeby hvor Slesvig by ligger i dag, ventede den dansk-norsk hær under ledelse af Kong Magnus på dem, parat til kamp. Slaget på Lyrskov Hede blev kort, og omkring 15.000 vendere menes at have mistet livet.
Vendernes hær kom ifølge Snorre "sydfra over åen". Kong Magnus kastede sin ringbrynje af. Med en rød silkeskjorte yderst, greb han øksen Hel, som hans far havde brugt. Den norske munk Theodoricus Monachus skrev i sin Norges historie fra slutningen af 1100-tallet, at kong Olavs økse Hel blev ødelagt under slaget ved Lyrskov Hede, og derefter opbevaredes i Nidarosdomen.
I Saxos Danmarks Krønike står, at Magnus fik tilnavnet "den Gode", fordi han slog så mange vendere ihjel i slaget.

## Hedeby-mønterne efter slaget
De første mønter med Hellig-Olav som motiv er danske og præget i Hedeby, nok lige efter slaget i 1043. Det drejer sig om sølvpenninge, typiske for første halvdel af 1000-tallet. Møntherre er Olavs søn Magnus. Møntmestersignaturen IOLI er kendt fra mønter med andre motiver. (I Norge blev der først præget en mønt med Hellig-Olav langt senere, en guldgylden fra Bergen i kong Hans’ navn, nok efter 1497.) I 1000-tallet trådte en ny skikkelse ind i europæisk ideologi: Helgenkongen. Hellige konger danner fra da af en ny kategori i helgenernes verden, såsom Edvard Bekenderen (d. 1066) og Knud den Hellige (d. 1086). Fremstillingen af Olav den Hellige på mønterne fra Hedeby er sandsynligvis den ældste fremstilling af en helgenkonge i Europa.
Møntudgivelsen kunne få slaget på Lyrskov Hede til at minde om en parallel til slaget ved Ponte Milvio, hvor Konstantin den Store nedkæmpede Maxentius i 312, idet både kong Magnus og kejser Konstantin sagdes at have haft drømmesyner natten før de respektive slag. På mønter fra 1000-tallet er herskeren afbildet enten med brystbillede, forfra, i profil eller siddende på sin trone. Stående skikkelser er Kristus selv, engle, helgener eller personer knyttet til kristendommens fortælling. En stående mand med økse i venstre hånd kan ikke være andre end Hellig-Olav. Helgener forbindes med det, der gjorde dem til martyr; og da Olav blev påført et øksehug af Torstein Knarresmed før sin død ved Stiklestad, blev øksen hans symbol. En anden, samtidig mønt fra Hedeby viser et brystbillede af Olav, med øksen i venstre hånd og en korsstav i højre. Penninge var den gang den eneste gyldige møntsort i Norge (omkring 600 ægte er bevaret, mens 1.800 forfalskninger er fundet i Bergen), så motivet med Olav var en effektiv måde at formidle hans status som helgen til befolkningen.

## Mindesmærke
I 1898, på 855-års dagen for slaget, afsløredes en mindesten i Skibelund Krat kaldet "Magnusstenen", som var skænket af Thor Lange og udført af billedhuggeren og maleren Niels Skovgaard.